# Литература Сан-Томе и Принсипи
Литературная традиция Сан-Томе и Принсипи — одна из самых богатых в лузофонском мире. Большинство произведений созданы на португальском языке, но существуют работы на английском и местных креольских языках, в особенности форро.
Основоположником Сан-Томийской поэзиисчитается Каэтано да Кошта Алегри (1864-1890). В его сборнике «Стихи» (1916) затронуты темы положения африканцев в колониальном обществе, протеста против расовых предрассудков. Своими предшественниками Алегри считал Камоэнса, Данте, Гюго, Алвеса. 
Вехой в португалоязычной поэзии Африки стал сборник Франсишку Тенрейру (1921-1963) «Остров святого имени» (1942). Основная тема его творчества — осознание генетического родства негров, и их трагической разобщённости. Своими братьями он называл американцев Лэнгстона Хьюза и Луи Армстронга, сенегальцев Бираго Диопа и Леопольда Сенгора. Тенрейру писал романсы, романсейро, сокопе (народные танцевальные песни), ввел в речевой оборот множество фраз и словосочетаний на форро. В его творчестве чувствуется влияние кубинца Николаса Гильена, португальца Фернандо Пессоа, бразильца Жоржи ди Лима. Бразильский поэт и политический деятель Мариу де Андради называл его «рупором негров всего мира». Однако Тенрейру не выступал против португальского колониализма, был депутатом от Сан-Томе в Национальной Ассамблее при Салазаре. 
Литература 1950-60-х годов приобрела национально-освободительный характер. Поэтесса Алда до Эспирито Санто (1926-2010), активная участница борьбы за независимость, обращалась в своем творчестве к фольклорным мотивам. Другие крупные представители данного направления Сан-Томийской литературы - Антонио Томас де Медейро (1931-2019) и Мануэла Маргаридо (1925-2007).
Основоположник национальной прозы — Ф. В. ди Алмейда. Самое известное его произведение — сборник рассказов «Мария в городе» (1937). 
Португалец Фернандо Рейш стремился изобразить специфический мир плантаций: роман «Плантация» посвящён адаптации португальского колониста в Африке. Рейш — автор пьес, новелл, составитель сборников Сан-Томийского фольклора. Писатель отрицательно относился к африканскому национализму и деколонизации. 
Из числа современных литераторов можно выделить Франсишку Кошта Алегре, Албертину Браганса, Карлуша ду Эшпириту Санту (роман «Воспоминания о настоящем», 2001). К молодому поколению писателей принадлежат Олинда Бежа, Консейсан Лима и Рафаель Бранку.